# Civilization VI: Gathering Storm
Sid Meier's Civilization VI: Gathering Storm est la seconde extension du jeu vidéo de stratégie au tour par tour Civilization VI, sortie le 14 février 2019.

## Système de jeu

### Nouveautés
La principale nouveauté de l'extension consiste dans l'apparition au cours d'une partie de catastrophes naturelles telles que des éruptions volcaniques, des tempêtes, des inondations, ou encore des sécheresses. Pour faire face à ces risques, le joueur peut construire de nouvelles infrastructures comme des barrages, des digues ou des canaux. La fréquence de ces événements dépend d'un nouveau système de climat, qui confronte le joueur à des choix énergétiques. En fin de partie, les joueurs doivent donc se tourner vers les énergies renouvelables, sous peine de provoquer un réchauffement climatique qui, par la fonte des glaces et l'élévation du niveau de la mer, réduira le nombre de cases de terres disponibles.
L'extension présente également sept nouvelles merveilles (Pont du Golden Gate, Canal de Panama, Université de Sankoré, Grands bains de Mohenjo-daro, Parlement hongrois, Machu Picchu et Temple de Mînâkshî).
En outre, l'extension réintègre le congrès international et la victoire diplomatique, permettant aux joueurs de voter avec l'ensemble des nations pour altérer temporairement les règles du jeu. Le congrès est lié à la mécanique des catastrophes naturelles, dans la mesure où il est possible d'organiser des réunions extraordinaires pour les enrayer ou les prévenir.
Une nouvelle ère est instaurée, l'ère du futur, apportant de nouvelles technologies et de nouveaux dogmes.
Deux nouveaux scénarios ont été ajoutés : la peste noire, et la machine de guerre. Le premier se déroule au XIVe siècle pendant la crise de la peste noire, le joueur devant sortir sa civilisation de cette épidémie tant bien que mal. Le deuxième scénario oppose la France et l'Allemagne qui s'affrontent pour le contrôle de Paris lors de la Première Guerre mondiale.

### Civilisations
| Civilisation | Compétence de la civilisation | Unités spéciales                  | Infrastructures spéciales                        | Dirigeant                                | Compétence du dirigeant | Intentions                     | Capitale               |
| ------------ | ----------------------------- | --------------------------------- | ------------------------------------------------ | ---------------------------------------- | ----------------------- | ------------------------------ | ---------------------- |
| Angleterre   | Atelier mondial               | Chiens de mer                     | Port militaire de la Royal Navy                  | Aliénor d'Aquitaine (reine d'Angleterre) | Cour d'amour            | Empire angevin                 | Londres                |
| Canada       | Quatre facettes de la paix    | Police montée                     | Patinoire                                        | Wilfrid Laurier                          | Le meilleur de l'Ouest  | Corps expéditionnaire canadien | Ottawa                 |
| France       | Grande tournée                | Garde impériale                   | Château                                          | Aliénor d'Aquitaine (reine de France)    | Cour d'amour            | Empire angevin                 | Paris                  |
| Hongrie      | Perle du Danube               | Hussard noir, Cavalier noir       | Bain thermaux                                    | Matthias Ier de Hongrie                  | Roi corbeau             | Bannière au corbeau            | Buda                   |
| Incas        | Mit'a                         | Warak'aq                          | Ferme en terrasse, Tunnel de montagne Qhapaq Nan | Pachacutec                               | Qhapaq Ñan              | Sapa Inca                      | Cusco                  |
| Mali         | Chants des djélis             | Cavalier mandékalou (en)          | Suguba                                           | Mansa Moussa                             | Marchands du Sahel      | Seigneur des mines             | Niani                  |
| Maori        | Mana                          | Toa                               | Marae, Pa                                        | Kupe                                     | Voyages de Kupe         | Kaitiakitanga                  | Te-Hokianga-Nui-a-Kupe |
| Ottomans     | Grand bombardier turc         | Janissaire, Corsaire barbaresques | Grand bazar                                      | Soliman le Magnifique                    | Grand vizir             | Législateur                    | Istanbul               |
| Phénicie     | Colonies méditerranéennes     | Birème                            | Cothon                                           | Didon                                    | Fondatrice de Carthage  | Guerres siciliennes            | Tyr                    |
| Suède        | Prix Nobel                    | Caroléen                          | Musée en plein air, Bibliothèque de la Reine     | Christine de Suède                       | Minerve du Nord         | Bibliophilie                   | Stockholm              |